# Samba Kaputo
Guillaume Samba Kaputo (Boudewijnstad, 13 april 1946 – Johannesburg, 1 augustus 2007) was een politiek adviseur en politicus uit Congo-Kinshasa. Hij vertolkte een belangrijke politieke rol onder de presidenten Mobutu Sese Seko en Joseph Kabila. Na zijn dood kreeg hij de status van nationale held.
Samba Kaputo is de zoon van ouders afkomstig uit Moba. Hij groeide op in Bukavu. Hij behaalde in 1974 een doctoraat in de politieke wetenschappen aan de Université libre de Bruxelles (ULB).

## In dienst van Mobutu
Na zijn studies klom hij op binnen Mobutu’s eenheidspartij MPR.
In het Zaïre (huidig DR Congo) van Mobutu Sese Seko was hij eerst actief als docent en directeur van de propagandaschool Institut Makanda Kabobi, later onder meer als minister van Openbaar Ambt, minister van Universitair en Hoger Onderwijs en minister van Primair en Secondair Onderwijs.
Op provinciaal niveau bezette hij de functies van vice-gouverneur van de provincie Beneden-Congo (Bas-Congo), gouverneur van de provincie Bandundu en gouverneur van de Oostelijke Provincie (Orientale).

## In dienst van Laurent-Désiré Kabila
Enkele jaren lang kreeg Samba Kaputo bescheidenere opdrachten onder president Laurent-Désire "Mzee" Kabila, die Mobutu van de macht verdreef. Hij was onder meer kabinetschef van Mutomb Tshibal, de secretaris-generaal van Laurent-Désiré Kabila’s eenheidspartij AFDL. En hij vervulde dezelfde functie voor Yerodia Ndombasi, op dat ogenblik minister van Buitenlandse Zaken.

## In dienst van Joseph Kabila
In 2001 werd in het Zuid-Afrikaanse Sun City een vredesverdrag bereikt. Congo verkeerde destijds sedert 1998 in een burgeroorlog.
Samba Kaputo maakte tijdens de onderhandelingen in Sun City door zijn werklust en dossierkennis grote indruk op de jonge president Joseph Kabila. De Congolese president benoemde hem tot adjunct-kabinetschef.
Onder Joseph Kabila Kabange werd Samba Kaputo vanaf 2004 een van de belangrijkste adviseurs. Hij kreeg de functie van bijzonder adviseur bevoegd voor Veiligheid. Dit betekende concreet dat hij het ongekroonde hoofd van de Congolese inlichtingendiensten was. Dit bleef hij tot aan zijn dood in 2007.
Supporters noemden hem de meesterstrateeg van Joseph Kabila, kwatongen zagen in hem een meester van het complot om tegenstanders aan de kant te schuiven.

## Verkozen in Moba
In juli 2006, tijdens de eerste vrije en democratische verkiezingen in veertig jaar in Congo, werd Samba Kaputo door de kiezers van Moba naar het nationale parlement gestuurd.
Samba Kaputo, die nog steeds als professor aan de Universiteit van Kinshasa (UNIKIN) actief was, legde zijn functie als parlementslid al snel neer in de hoop een hoge administratieve post te krijgen. Zo een post is in Congo net als zijn functie als veiligheidsadviseur van de president, waarin hij herbevestigd werd op 28 juli 2007, volgens de grondwet onverenigbaar met een parlementszitje.
Samba Kaputo was ook voorzitter van Communauté Katangaise.